# Paperino & C.
Paperino & C. (Paperino dal n. 57) è stata una rivista a fumetti pubblicata in Italia dalla Arnoldo Mondadori Editore dal 1981 al 1983 per 100 numeri.

## Storia editoriale
Pubblicata dal luglio 1981 con cadenza settimanale divenne quindicinale da fine gennaio 1983 dal numero 83. I primi 28 numeri erano brossurati, i restanti spillati; dal numero 57 aumentarono le dimensioni del formato ma rimase la spillatura con la copertina rigida e cambiò il titolo in Paperino (come avvenne anche nel 1995 per il periodico Super Almanacco Paperino); dal numero 83 restarono le stesse dimensioni e la spillatura ma la copertina divenne in carta leggera.
La serie pubblicava soprattutto storie a fumetti con personaggi della Disney realizzate in Danimarca e pubblicate sulla testata Anders And & C., edita dalla Gutenberghus/Egmont; le storie a fumetti erano realizzate da autori come José Tello, Toni Bancells, Vicar, Daniel Branca, Mascaró, Oscar Fernandez, Antoni Gil-Bao, Santiago Scalabroni, Julio Ramos; erano anche presenti tavole domenicali realizzate negli USA delle serie americane incentrate su Paperino, Topolino e altri personaggi minori oltre ad alcune storie di noti autori come Carl Barks, Paul Murry, Al Hubbard e Jack Bradbury.

## Gli inserti/gadget cartacei
La caratteristica di questi fumetti era la presenza di inserti spillati nelle pagine centrali; si trattava di giochi da costruire con pezzi su cartoncino rigido pretagliato da staccare. 
Dal numero 1 al numero 83 gli inserti non facevano parte della numerazione delle pagine. Facevano eccezione i numeri 44, 46, 48, 50, 52, 54, 56 che presentavano poster al posto degli inserti (nella numerazione delle pagine).
Dal numero 57 all’82 gli inserti furono sostituiti da dei giochi enigmistici inclusi nella numerazione delle pagine. I numeri 77 e 78 presentavano la copertina con un'antina ripiegata: in copertina si potevano staccare dei cerchi sotto i quali compariva una scritta augurale.
Dal numero 83, con il cambio di periodicità, nelle pagine centrali (inserite nella numerazione delle pagine) si alternarono calendari del mese e poster.
Almeno 27 numeri dei 100 contenevano inoltre dei gadget in plastica allegati agli albi.